# L'Impossible Monsieur Bébé
 (septembre 2021).
Si vous disposez d'ouvrages ou d'articles de référence ou si vous connaissez des sites web de qualité traitant du thème abordé ici, merci de compléter l'article en donnant les références utiles à sa vérifiabilité et en les liant à la section « Notes et références ».
Pour plus de détails, voir Fiche technique et Distribution.
L'Impossible Monsieur Bébé (Bringing up Baby) est un film américain réalisé par Howard Hawks en 1938, considéré comme l'un des plus représentatifs de la screwball comedy.

## Synopsis
Paléontologue new-yorkais à la vie bien rangée, le Dr David Huxley est sur le point d'épouser sa scrupuleuse secrétaire, Alice Swallow. Mais durant sa quête d'une subvention d'un million de dollars destinée au muséum d'histoire naturelle dans lequel il travaille, David fait la rencontre d'une riche héritière un brin fantasque et excentrique, Susan Vance. Cherchant à attirer l'attention du beau scientifique, celle-ci le convainc de l'accompagner, elle et « Bébé », son léopard apprivoisé, jusqu'à la ferme de sa tante dans le Connecticut. S'ensuit de nouveau une série de quiproquos et de péripéties comiques pendant lesquels David et Susan vont surmonter leurs natures antagonistes pour apprendre à se connaître.

## Fiche technique
- Titre : L'Impossible Monsieur Bébé
- Titre original : Bringing Up Baby
- Réalisation : Howard Hawks
- Scénario : Dudley Nichols et Hagar Wilde (en) d'après sa nouvelle
- Directeur de la photographie : Russell Metty
- Montage : George Hively
- Musique : Roy Webb (non crédité)
- Direction artistique : Van Nest Polglase et Perry Ferguson (associé)
- Décors de plateau : Darrell Silvera
- Costumes : Howard Greer
- Effets spéciaux : Linwood G. Dunn (en) et Vernon L. Walker (en)
- Effets sonores : John L. Cass
- Production : Howard Hawks et Cliff Reid (en) producteur associé
- Société de production et de distribution : RKO Radio Pictures
- Pays d'origine :  États-Unis
- Langue : anglais
- Format : Noir et blanc - Son : Mono (RCA Victor System)
- Genre : screwball comedy
- Durée : 102 minutes
- Dates de sortie :
  - États-Unis : 16 février 1938 (première au Golden Gate Theatre (en) de San Francisco), 18 février 1938 (sortie nationale)
  - France : 18 mars 1938
  - Royaume-Uni : 15 août 1938
- Affiche : Bernard Lancy (France)

## Distribution

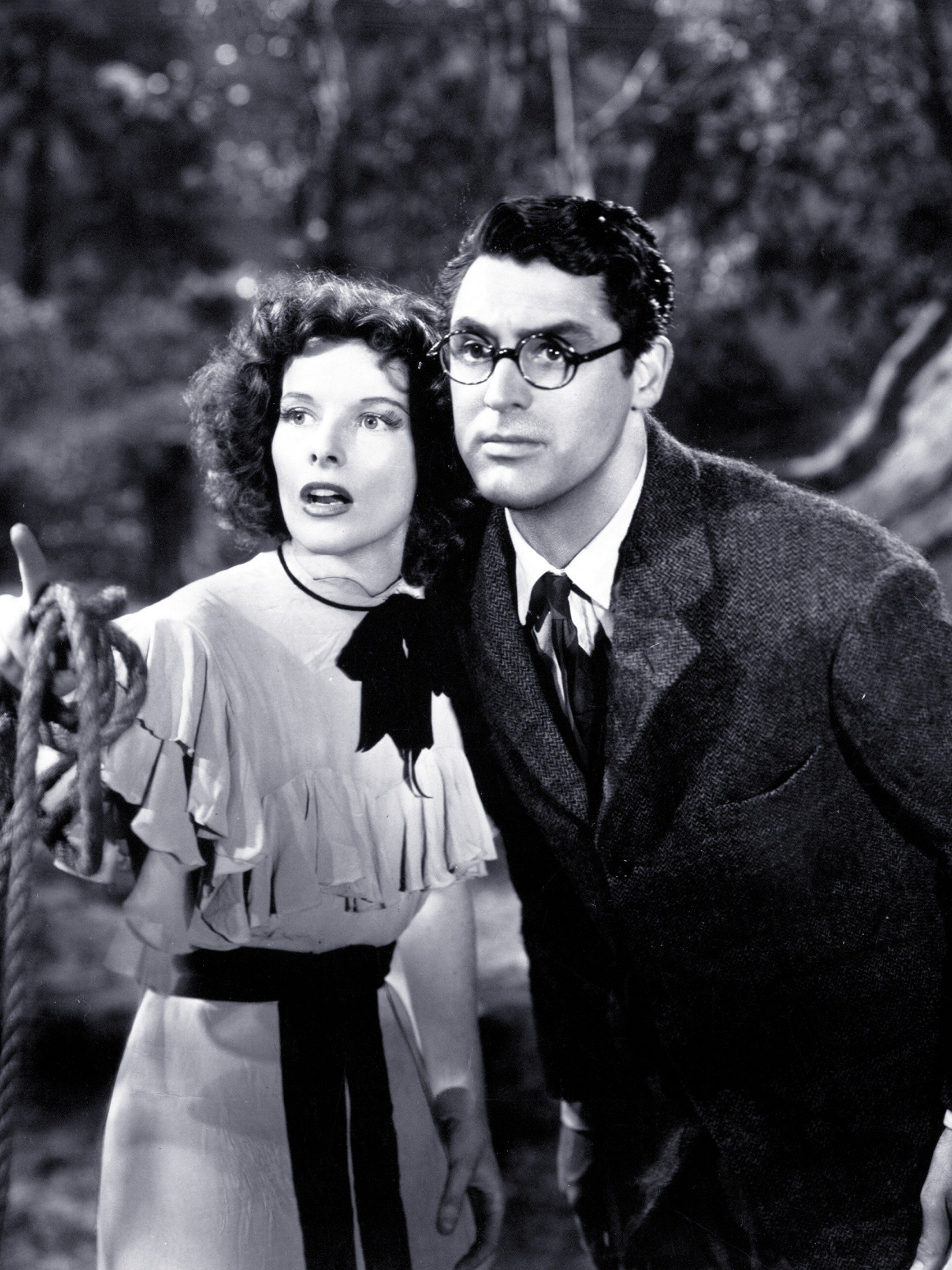
Katharine Hepburn et Cary Grant.

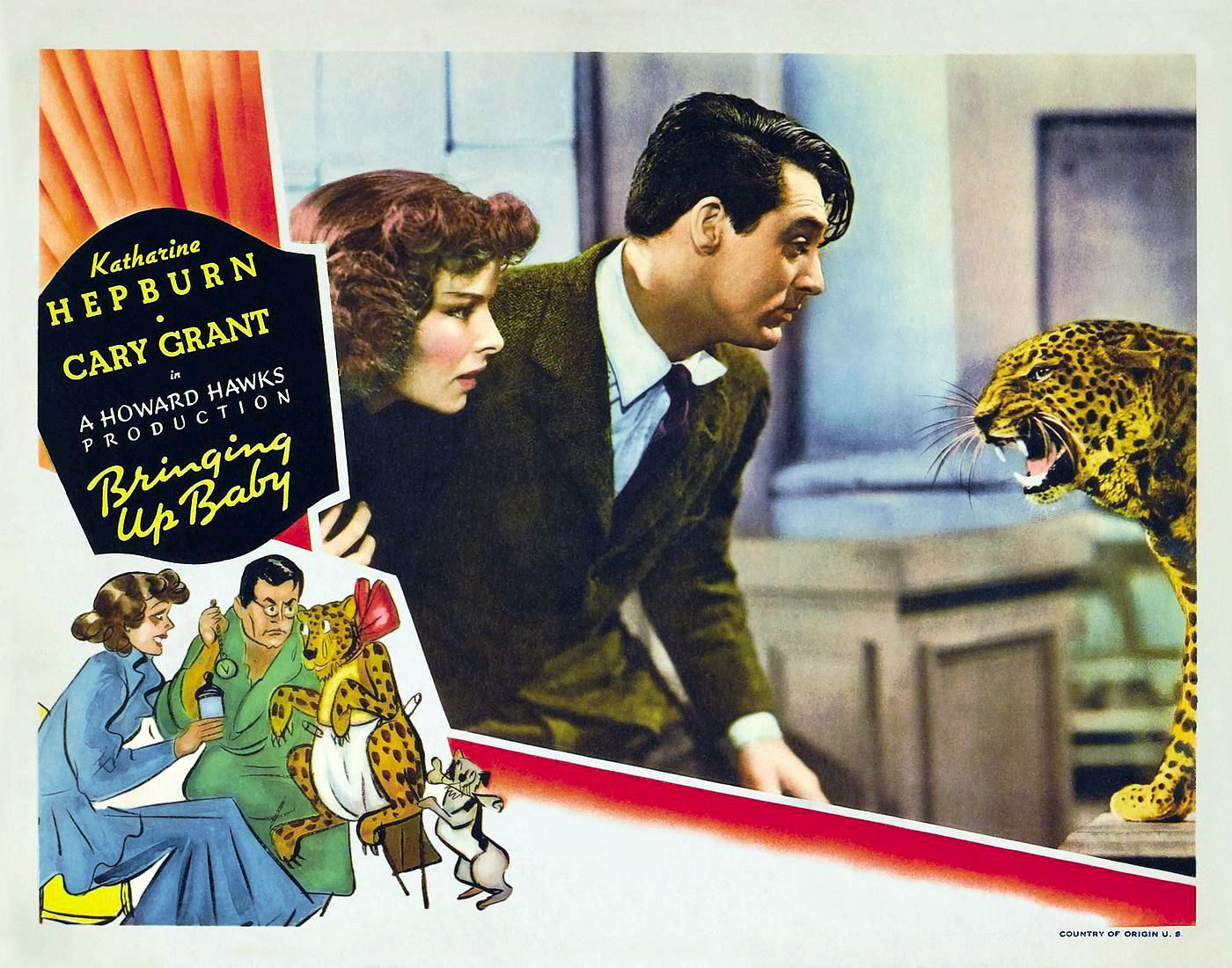
Image promotionnelle du film, montrant Katharine Hepburn et Cary Grant se trouvant face à « Bébé » le léopard.

Légende : 1er doublage (1941) / 2nd doublage (1988)
- Cary Grant (VF : Jean Chevrier / Jean-Louis Faure) : Dr David Huxley
- Katharine Hepburn (VF : Claude Daltys / Geneviève Taillade) : Susan Vance
- May Robson (VF : Suzanne Demais) : Elizabeth Carlton Random, la tante de Susan
- Charlie Ruggles : Major Horace Applegate
- Walter Catlett (VF : Georges Bever) : l'officier de police Slocum
- Barry Fitzgerald (VF : Jean Gaudray) : Aloysius Gogarty, le jardinier d'Elizabeth Carlton Random
- Fritz Feld : Dr Fritz Lehman
- Leona Roberts : Hannah Gogarty, la femme d'Aloysius et servante d'Elizabeth Carlton Random
- George Irving (VF : Michel Gudin) : Alexander Peabody, l'avocat d'Elizabeth Carlton Random
- Tala Birell : Mme Lehman
- Virginia Walker (VF : Odette Barencey) : Alice Swallow, la fiancée et assistante de David Huxley
- John Kelly (en) : Elmer, l'adjoint de l’officier de police Slocum

### Animaux
- George: Skippy
- Bébé et le léopard du cirque: Nissa

### Acteurs non crédités
- Adeline Ashbury : Mme Peabody
- Billy Bevan : Joe, le barman
- Ward Bond : le policier à moto
- Dick Lane : le directeur du cirque
- Jack Carson : l'homme à tout faire du cirque
- Edward Gargan : un cadre du zoo
- Billy Franey : le boucher
- D'Arcy Corrigan (en) : Professeur LaTouche
- Larry Steers : le patron du nightclub

## Autour du film
- L'Impossible Monsieur Bébé est probablement l'une des comédies les plus réussies de la screwball comedy, le sous-genre de la comédie hollywoodienne poussée à l'excès, où les situations les plus farfelues s'enchaînent aux dialogues les plus percutants à un rythme trépidant. En effet, si le ressort comique du film repose d'abord sur l'opposition entre deux univers, celui de la recherche pour David et celui du luxe pour Susan, il n’en reste pas moins que tous les personnages sont hors-norme, y compris les animaux. Susan court après un léopard, David après la clavicule d’un brontosaure et tous deux après le chien de la tante qui a enterré l'os tant attendu.
- Outre son rythme infernal et ses dialogues savoureux, L'Impossible Monsieur Bébé impose également le personnage féminin comme le meneur de l'intrigue. Si Susan demeure maladroite, elle est avant tout intelligente et volontaire, elle parvient à emmener David dans son périple et le séduit. Katharine Hepburn est alors l’incarnation de la femme émancipée, élégante et drôle : elle montre toute la richesse de son jeu, elle qui deux ans auparavant jouait, déjà avec Cary Grant, le rôle d’une femme se faisant passer pour un homme dans Sylvia Scarlett de George Cukor. Ce parallèle permet d’apprécier autrement la prouesse du duo de Hawks : dans L'Impossible Monsieur Bébé, Hepburn domine un Cary Grant dépassé par les évènements ; dans Sylvia Scarlett, Hepburn se faisait lâchement manipuler par un Cary Grant, escroc à la petite semaine.
- Une fois arrivés dans la maison de la tante, les quiproquos s'enchaînent à vive allure. Howard Hawks n'hésitait d'ailleurs pas à réécrire certaines scènes au cours d'un tournage. David est devenu M. Bone (traduit dans la version française par « M. Bel-os ») afin de ne pas éveiller les soupçons et a été présenté comme un chasseur de fauves par Susan.
- Hawks n’est pas juge de ses personnages, il n’impose pas de morale sociale, chacun amène à l'autre la douce folie qu’il espérait sans se l’avouer. David était sur le point de se marier avec sa secrétaire qui n'y voit qu'une « union professionnelle » et Susan était enfermée dans sa prison dorée.
- Le film fait partie des sept comédies utilisées par le philosophe Stanley Cavell pour établir le genre du remariage[2].
- De 1935 à 1940, Cary Grant et Katharine Hepburn partageront quatre fois l'écran : outre Sylvia Scarlett et ce film-ci, on les verra réunis dans Vacances et Indiscrétions de George Cukor.
- Après L'Impossible Monsieur bébé, Cary Grant tournera à plusieurs reprises sous la direction d'Howard Hawks, dans un drame, Seuls les anges ont des ailes (1939) et des comédies, La Dame du vendredi (1940), Allez coucher ailleurs (1949) et Chérie, je me sens rajeunir (1952).

- Le léopard est en réalité un jaguar, grand félin d'Amérique du Sud, ainsi que le laisse entendre Susan, au cours d'un dialogue (elle parle d'un léopard qui vient du Brésil). D'ailleurs, la robe, avec les tâches caractéristiques qu'arbore le félin, en atteste.